# Киалимский кордон
Киалимский кордон — упразднённый населённый пункт на территории современного Златоустовского городского округа Челябинской области России. В XXI веке — кордон лесника в национальном парке «Таганай» и туристический приют. На картах обозначается как урочище.

## География
Находился на Южном Урале, между хребтом Большой Таганай и горой Ицыл, в лесной местности на речке Большой Киалим (Киалим).

## Топоним
Первоначальное название топонима Верхне-Киалимские печи объясняется расположением посёлка в верховьях речки Киалим и дано для отличия от названия местностей Нижне-Киалимские печи и Средне-Киалимские печи, имеющих обобщающее название Киалимские печи. Позднее появилась форма Верхние Киалимские печи.
На топографических картах 1950-х годов присутствуют Верхние, Средние, Нижние Киалимские угли.
Второе название также связано с расположением кордона на реке Киалим.

## История
Возник после 1830 года, когда для нужд Златоустовского железоделательного завода потребовались новые углежогные и лесозаготовительные поселки.
В Списке населённых пунктов Златоустовского уезда, утвержденный 26 чрезвычайным земским собранием 22 ноября 1917 г., Верхне-Киалимские печи указаны как включенные в
Екатериновскую волость
В 1930-начале 1950-х действовал леспромхоз.
В 1950-х организован Киалимский кордон Таганайского лесничества Златоустовского леспромхоза.

## Инфраструктура
Бывший посёлок углежогов, заготовителей древесины. Затем посёлок лесоохраны, лесников — Киалимский кордон Таганайского лесничества. К 1994 году — кордон лесника национального парка «Таганай».
Первые жители занимались выжигом древесного угля для Златоустовского завода вплоть до первой трети XX века. Продукция доставлялась на завод по зимнику в больших коробах (объемом до 2,5 кубометра).
В 1930 году создан участок Златоустовского леспромхоза. В посёлке появились пилорама, пекарня, клуб, магазин. После 1950-х, когда леспромхоз был закрыт, а жители постепенно покинули посёлок, и путем реорганизации экономической деятельности возник Киалимский кордон. Здесь постоянно жили два лесника с семьями. Занимались они охраной леса, лесовосстановлением и другими хозяйственными работами.
В настоящее время Киалимский кордон сохранил свои охранные функции и стал туристским приютом.

## Транспорт
Проходила труднодоступная Киалимская дорога между хребтами Большой и Средний Таганай, ныне называющаяся Старая Киалимская дорога (в некоторых источниках — Старая Карабашская дорога) или «нижняя тропа».